# Coronación de Jorge V del Reino Unido y María de Teck
La coronación del rey Jorge V y la reina María de Teck como monarcas del Reino Unido, de los dominios de la Mancomunidad Británica y como Emperadores de la India tuvo lugar en Abadía de Westminster en Londres, el jueves 22 de junio de 1911. Esta fue la segunda de cuatro eventos de este tipo celebrados durante el siglo XX y los últimos a los que asistieron representantes reales de los grandes imperios de Europa continental antes del estallido de la Primera Guerra Mundial, conflicto que supuso el quiebre de la mayoría de casas reales europeas.

## Preparativos

### Planeación de la coronación
La planificación general de la coronación fue teóricamente el papel del conde mariscal, un cargo hereditario ocupado por los duques de Norfolk durante varios siglos. En la coronación del rey Eduardo VII en 1902, la fuerza motriz había sido el vizconde Esher en su calidad de secretario de la Oficina de Obras, cargo que desde entonces ocupaba Sir Schomberg Kerr McDonnell. Sin embargo, mientras tanto, el conde mariscal, Henry Fitzalan-Howard, decimoquinto duque de Norfolk, había reafirmado su antiguo derecho a organizar los grandes eventos estatales, a pesar de tener una aversión personal por el ceremonial y tener poca capacidad como organizador. El conde Marshal no tenía personal permanente y estaba obligado a nombrar uno nuevo para cada evento. Este arreglo había resultado muy insatisfactorio para el funeral de estado de Eduardo VII, cuando se descubrió que las instrucciones ceremoniales estaban llenas de errores y los cortesanos tuvieron que volver a escribirlas la noche anterior, el orden impreso del servicio era incorrecto y se alegó que los asientos de los invitados ser "un mosaico de indecisión y confusión". El rey Jorge describió a Norfolk como "un caballero encantador, honorable y sencillo, el mejor del mundo. Pero como hombre de negocios es absolutamente imposible".
A pesar de las objeciones del Colegio de Heraldos y el Duque de Norfolk, se llegó a un compromiso ante la insistencia del Primer Ministro, H. H. Asquith, por el cual Norfolk sería el presidente del Comité Ejecutivo de la Coronación, pero el trabajo detallado sería realizado por el profesional. personal de la Oficina de Obras en lugar de personas designadas por Norfolk.

### Infraestructura
Como ocurre con todas las coronaciones británicas modernas, se construyó una extensión o anexo temporal en el frente oeste de la Abadía de Westminster para permitir la formación de las procesiones antes de su entrada en la iglesia. Al igual que en la coronación de 1902, fue diseñado por el arquitecto Alfred Young Nutt en estilo neogótico, a juego con la arquitectura de la propia abadía. En el interior de la abadía hubo que construir los tradicionales espacios ceremoniales conocidos como teatro y sagrario, junto con las galerías y palcos para acomodar a la congregación. Siguiendo los arreglos para 1902, se decidió limitar la congregación a 6.000, mucho menos que en coronaciones anteriores. Se erigieron más de 50 tribunas a lo largo de la ruta de las procesiones, que varían en tamaño desde 250 asientos hasta 3500 espectadores cada una. La construcción de estos requirió 2100 toneladas imperiales (2134 toneladas netas) de madera y 70 toneladas (71 toneladas netas) de pernos, clavos y tornillos.

## Preámbulo
Como preámbulo de la coronación, contó con el Festival del Imperio que se inauguró el 12 de mayo de 1911 en el Crystal Palace de Londres, una exposición del comercio y la cultura británicos e imperiales para celebrar la próxima coronación.

### Servicio y Música

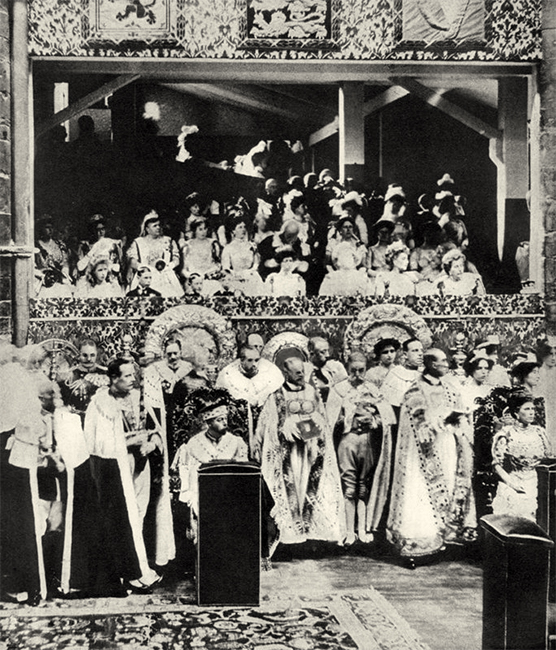
Los elevados reyes, ocupando sus respectivos tronos, después de su entronización

La orden de servicio fue preparada por Claude Jenkins, el bibliotecario del Palacio de Lambeth, un personaje excéntrico que era anticuario y erudito patrístico. Fue supervisado por Armitage Robinson, el decano de Westminster, quien insistió en que la innovación se equilibrara con la tradición. De hecho, hubo pocos cambios con respecto a la coronación de 1902, o al menos lo que se pretendía, ya que el servicio se acortó debido a la mala salud de Eduardo VII. Randall Davidson, quien como obispo de Winchester había compilado en gran parte el servicio de coronación de 1902, ahora era arzobispo de Canterbury. Davidson buscó el consejo de Frank Edward Brightman, un liturgista del Magdalen College, Oxford. Los principales cambios se produjeron en las palabras pronunciadas en la coronación real, que reemplazó a las que se usaron por primera vez en la coronación de Jacobo II con una traducción de la forma medieval más simple, y se reintrodujo el sermón de la coronación, que se había omitido en 1902. por última vez, pero en una forma más corta. El servicio estuvo a cargo de Davidson, incluida la coronación de la reina, que en 1902 había sido delegada al arzobispo de York.
La música, estuvo a cargo del Director de Música, Sir Frederick Bridge, el mismo que estuvo a cargo de la música en la coronación de Eduardo VII. Al igual que en el evento anterior, Bridge tuvo como objetivo producir una celebración de los cuatrocientos años de la música inglesa, que incluye el trabajo de Thomas Tallis, John Merbecke y George Frederick Handel. El mismo Bridge escribió un nuevo himno, Regocijaos en el Señor, oh justos, cuyo solo de tenor fue interpretado por Edward Lloyd. El organista fue Walter Alcock, quien también escribió un nuevo escenario para el Sanctus. Sir Hubert Parry escribió una introducción orquestal para su puesta en escena del Salmo 122, I Was Glad, que tuvo un gran impacto en la coronación de 1902, y también una nueva puesta en escena del Te Deum, que fue menos bien recibida, quizás porque el coro estaba exhausto. al final del servicio de tres horas. Más exitosa fue una nueva puesta en escena del Gloria de Charles Villiers Stanford, que también se usó en las coronaciones de 1937 y 1953. La nueva música orquestal incluyó una Marcha de Coronación de Edward Elgar, quien a pesar de haber recibido la Orden del Mérito en la lista de honores de la coronación, inexplicablemente se negó a asistir en persona.

## Las Procesiones

### Salida a la Abadía de Westminster

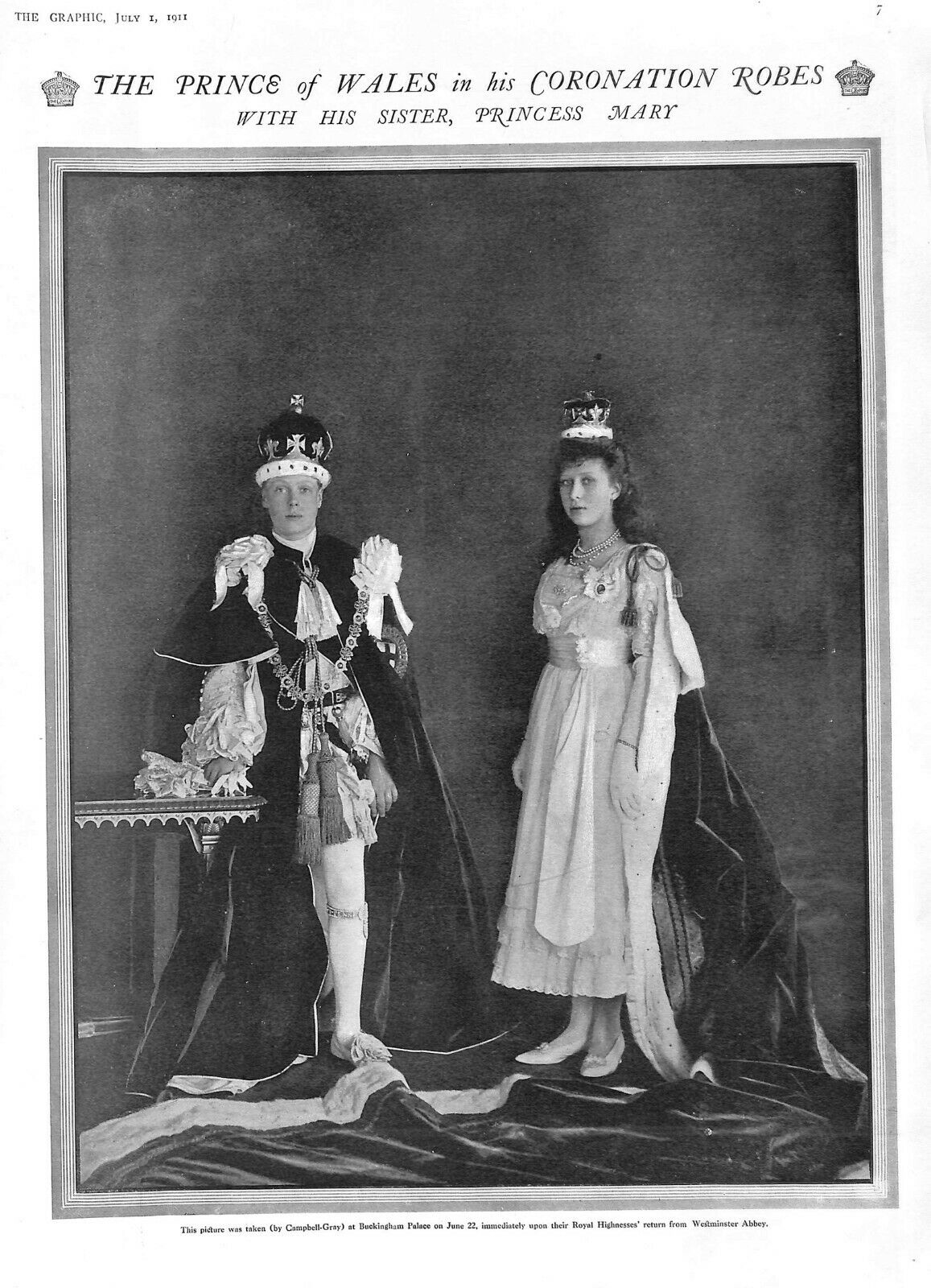
El príncipe Eduardo, quien años más tarde abdicaría en favor de su hermano, Alberto con su hermana, la Princesa Real María, en una postal conmemorativa

La primera de las tres procesiones salió del Palacio de Buckingham a las 9:30 a. m.. Estaba formado por representantes de familias reales y gobiernos extranjeros, transportados en catorce carruajes. La segunda procesión tenía cinco landós estatales para miembros de la familia real británica; el quinto contenía a los hijos del rey y la reina, el príncipe de Gales, la princesa María y los jóvenes príncipes Alberto, Enrique y Jorge. La tercera procesión trajo a los oficiales de estado en otros cuatro carruajes y el vigésimo quinto y último carruaje, el Gold State Coach que transportaba al Rey y la Reina. Estaban rodeados por caballerizos, ayudantes de campo y los comandantes de las fuerzas armadas montados a caballo, todos escoltados por Yeomen of the Guard, caballería colonial e india y Royal Horse Guards.

### El regreso
Después del servicio de coronación, las tres procesiones regresaron al palacio en orden inverso y por una ruta extendida, pasando por Pall Mall, St James's Street, Piccadilly y Constitution Hill. Unos 45.000 soldados y marineros de todo el imperio participaron en la procesión o se alinearon en la ruta.

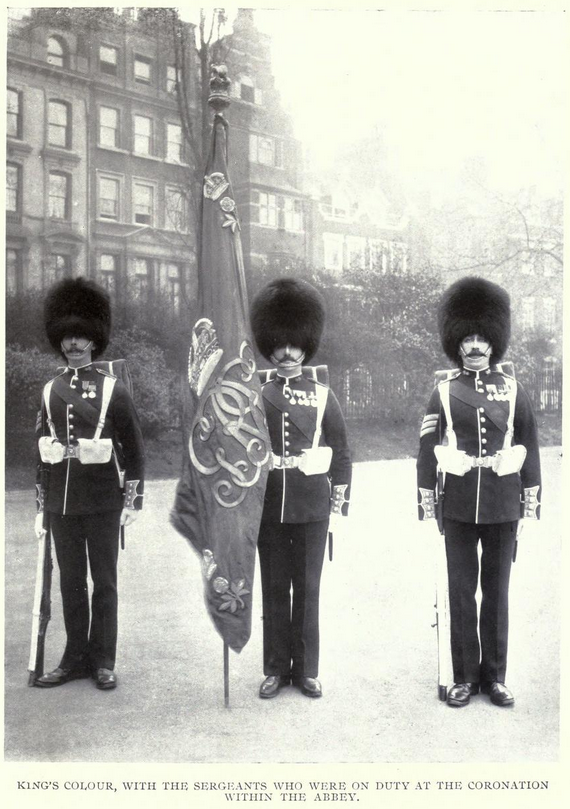
El grupo de granaderos con el respectivo uniforme, después de la procesión

Tras el final de la procesión, se produjo una novedad inesperada, la aparición del Rey y la Reina en el balcón del Palacio de Buckingham. Esto creó tal entusiasmo que los soldados fuera del palacio rompieron filas y se unieron a los vítores. Según un relato, "algunos de ellos pusieron sus cascos en sus rifles y los agitaron vigorosamente en alto".  Esa noche, los principales edificios del centro de Londres se iluminaron con hilos de luces eléctricas hasta las 00:30 horas (12 y media de la noche).

### El paso real por la Ciudad
Al día siguiente, la procesión de regreso se reconstituyó para un nuevo desfile por las calles de la capital, esta vez pasando por The Strand y hacia la ciudad de Londres, pasando por la Catedral de San Pablo, cruzando el Río Támesis por el Puente de Londres, a lo largo de Borough High. Street, de vuelta sobre el puente de Westminster y finalmente regresando por The Mall hasta el Palacio de Buckingham. En lugar del Gold Coach, el rey y la reina fueron conducidos en un landó abierto. El lugar de la realeza extranjera fue ocupado por príncipes indios y gobernantes coloniales. Esta vez, 55.000 soldados estaban de servicio.

## Revista a la flota
El 24 de junio, el Rey y la Reina asistieron a la Revisión de la Flota de la Coronación en Spithead entre la base naval de Portsmouth y la Isla de Wight. La Royal Navy contó con la asistencia de 167 buques de guerra, junto con 18 barcos de armadas extranjeras; estaban dispuestos en cinco líneas, cada una de 6 millas (10 kilómetros) de largo, a través de las cuales el grupo real pasó revista a bordo del yate real, HMY Victoria and Albert. La multitud de espectadores en tierra se estimó en un cuarto de millón.

## La Coronación del Dehli Durbar
El 11 de noviembre de 1911, el Rey y la Reina partieron de Portsmouth a bordo del RMS Medina con destino al Imperio Indio. Al llegar a Bombay (actual Mumbai) el 2 de diciembre, llegaron a Delhi en tren el 7 de diciembre para una entrada ceremonial al estado. El durbar en sí fue el 12 de diciembre, al que asistieron unas 100.000 personas, tanto para mirar como para participar.

## Dignatarios presentes en la Coronación

### Clase real
- Reino Unido:
  - Príncipes Eduardo, Alberto, Enrique y Jorge, hijos de los elevados monarcas británicos.
  - Luisa del Reino Unido y su esposo Alejandro, duque de Fife, hermana y cuñado del elevado rey.
  - Victoria, hermana del Rey.
  - Maud de Gales y su esposo, Haakon VII de Noruega, hermana y cuñado del Rey.
  - Princesa Luisa, hermana del Rey.
- Dinamarca: el príncipe Christian X de Dinamarca; representando a su padre, Federico VIII de Dinamarca.
- Reino de Grecia: Constantino I de Grecia y su esposa Sofía de Prusia, ellos representando al rey.

### Clase política y religiosa
- Estados Unidos
  - John Hays Hammond, agregado de negocios de los Estados Unidos en Europa y Adolphus Greely, explorador, enviados por el presidente William Howard Taft
- Francia: Vicealmirante Fauques de Jonquieres, en representación de la Tercera República francesa
- Vaticano: el Cardenal Eugenio María Pacelli, representando a la Santa Sede, enviado por el papa Pío X.

### Libros
- Beeson, Trevor (2009). In Tuneful Accord: The Church Musicians. SCM Press. ISBN 978-0-334-04193-1.
- Kuhn, William M (1996). Democratic Royalism: The Transformation of the British Monarchy, 1861-1914. Palgrave Macmillan. ISBN 978-0312159559.
- Matthew, H. C. G. (September 2004; online edition May 2009) George V (1865–1936), Oxford Dictionary of National Biography, Oxford University Press, doi:10.1093/ref:odnb/33369, retrieved 1 May 2010 (Subscription required)
- Milne, J Hogarth (1914). Great Britain in the Coronation Year. London: W H Allen & Company Ltd.
- Moore, Jerrold Northrop (1999). Edward Elgar: A Creative Life. Clarendon Press. ISBN 978-0198163664.
- Range, Matthias (2012). Music and Ceremonial at British Coronations: From James I to Elizabeth II. Cambridge University Press. ISBN 978-1-107-02344-4.
- Richards, Jeffrey (2001). Imperialism and Music: Britain, 1876-1953. Manchester University Press. ISBN 0-7190-6143-1.
- Strong, Sir Roy (2005). Coronation: A History of Kingship and the British Monarchy. London: Harper Collins. ISBN 978-0007160549.